# Takahashi ujibumi
Le Takahashi ujibumi (高橋氏文) est une chronique historique du clan Takahashi qui sert auprès d'une cour d'arbitrage entre deux clans en conflit l'un avec l'autre.
Le ou les auteurs sont inconnus mais le contenu laisse à penser que le texte est antérieur à 789. Le document n'existe plus à présent que sous la forme de citations dans d'autres textes tels que  le Honchō gatsuryō (本朝月令, vers 930-946), le Seiji yōryaku (政事要略, 1002) et le Nenjū gyōji hishō (年中行事秘抄).
Tant le clan Takahashi que le clan Azumi servent au Bureau de la table impériale. Des conflits entre les deux clans surviennent, particulièrement après 716. À la recherche d'un arbitrage et d'une résolution de leurs différends, les deux clans soumettent leurs documents historiques à la cour impériale. Le Takahashi ujibumi est le document du clan Takahashi ; le document de la partie adverse, le clan Azumi, est inconnu.

## Contenu
Dans son ensemble, le texte comprend trois parties principales :
- Iwakamutsukari no Mikoto, l’ancêtre du clan Takahashi, sert les repas de l'empereur Keikō et reçoit le titre de kashiwade (chef) ;
- la proclamation impériale après la mort d'Iwakamutsukari ;
- un record de 792 arbitrages par le département d'État en ce qui concerne les conflits entre les deux clans.

## Importance
Le texte est d'une grande valeur en tant que document historique de clan le plus ancien existant. Par ailleurs, le Nihon shoki (720) fait référence au clan Kashiwade, un titre conféré au clan Takahashi. Cela suggère la possibilité que le document du clan Takahashi, au moins en partie, a été utilisé comme référence dans la compilation du Nihon shoki, tout en laissant penser aussi que des parties de celui-ci sont peut-être encore plus anciennes.
Du point de vue linguistique, le texte comprend un certain nombre de passages utilisant l'orthographe archaïque du Jōdai tokushu kanazukai (en). Il y a cependant quelques incohérences qui indiquent que certaines parties datent de la fin du VIIIe siècle.